# Benelux-Bureau voor de Intellectuele Eigendom
Das Benelux-Bureau voor de Intellectuele Eigendom (BOIP) ist die Behörde für Marken und Designs für die Beneluxländer. Im Benelux-Markenregister wurden bisher (Stand 11/2022) über 500.000 Marken registriert. Wenn auch die international und europäisch registrierten Markennamen mitgerechnet werden, gibt es insgesamt etwa über 1.500.000 Marken, die in den Beneluxländern registriert wurden. Darüber hinaus werden jedes Jahr rund 1.000 Anträge auf Geschmacksmusterregistrierung gestellt; und jeden Monat kommen 550 neue i-DEPOTs hinzu. Die Behörde beschäftigt etwa 80 Personen aus den drei Rechtsgebieten Belgien, Luxemburg und den Niederlanden. Die Organisation ist zweisprachig, niederländisch und französisch. Informationen werden auch auf Englisch veröffentlicht.

## Geschichte
Die BOIP ist Teil der Benelux-Organisation für geistiges Eigentum und untersteht den Wirtschaftsministerien der drei Beneluxländer (Belgien, die Niederlande und Luxemburg). Das Amt hatte zwei Vorgängerinstitutionen, das Benelux-Markenamt (Benelux Merkenbureau) und das Benelux-Musteramt (Benelux-Bureau voor Tekeningen of Modellen).
- Das „Benelux-Markenamt“ wurde am 1. Januar 1971 zur Umsetzung des „Benelux-Markenvertrags“ vom 1. Juli 1969 eingerichtet.
- Das „Benelux-Musteramt“ wurde 1975 gegründet, um den „Benelux-Mustervertrag“ von 1974 umzusetzen.

Am 1. September 2006 trat das „Benelux-Übereinkommen über geistiges Eigentum“ (Benelux-verdrag inzake de intellectuele eigendom) in Kraft. Dieses ersetzte die früheren Verträge. Das Benelux-Markenamt und das Benelux-Musteramt wurden zum Benelux-Amt für geistiges Eigentum (BOIP) zusammengelegt. Das BOIP hat seinen Sitz seit 1971 in Den Haag.

## Berufungsmöglichkeiten
Das Benelux-Parlament hat im Dezember 2007 eine Empfehlung abgegeben, dem Benelux-Gerichtshof die Rechtsmittel- und Kassationsbefugnisse in Bezug auf Ablehnungs- und Widerspruchsentscheidungen des Benelux-Amtes für geistiges Eigentum zu übertragen. Das Benelux-Ministerkomitee hat diesen Vorschlag zur Überarbeitung des Benelux-Gerichtshofvertrags begrüßt. Am 20. April 2010 wurden die Verhandlungen darüber und über die künftigen Aufgaben des Benelux-Gerichtshofs offiziell aufgenommen. Dies führte zu den folgenden beiden Protokollen.
- Protokoll zur Änderung des Vertrags über die Errichtung und die Satzung eines Benelux-Gerichtshofs; unterzeichnet am 15. Oktober 2012.
- Protokoll zur Änderung des Benelux-Übereinkommens über geistiges Eigentum; unterzeichnet am 21. Mai 2014.

Beide Protokolle wurden in den Benelux-Ländern ratifiziert und traten am 1. Juni 2018 in Kraft.

## Sonstige Gebiete
Neben seiner Zuständigkeit für das Benelux-Gebiet fungiert das BOIP seit der Auflösung des Landes Niederländische Antillen am 10. Oktober 2010 auch als Markeneintragungsstelle für die Karibischen Niederlande.
Seit dem 1. Januar 2015 fungiert das BOIP auch als „Back-Office“ für das Amt für geistiges Eigentum von Sint Maarten, eine Aufgabe, die zuvor seit dem 10. Oktober 2010 vom Markenamt Curaçaos wahrgenommen wurde.

## Zukunft
Nach dem Inkrafttreten der Benelux-Patentplattform im Jahr 2014 nahm das Benelux-Parlament am 13. Dezember 2014 eine Empfehlung an die Regierungen der drei Benelux-Länder an,
- im Rahmen des Benelux-Amtes für geistiges Eigentum die verschiedenen Möglichkeiten einer verstärkten Zusammenarbeit zwischen den drei Staaten im Bereich der Patente zu prüfen, um zusätzliche Synergien und einen echten Mehrwert zu erzielen, der in Form von finanziellen Einsparungen und fachlichem Know-how quantifizierbar ist,
- im Einklang mit den Schlussfolgerungen einer solchen Studie die Entwicklung einer Benelux-Patentkooperation über die Benelux-Patentplattform hinaus zu betreiben.[5]